# Konotop, Șepetivka
Konotop (în ucraineană Конотоп) este un sat în comuna Mîhailiucika din raionul Șepetivka, regiunea Hmelnîțkîi, Ucraina.

## Demografie
Componența lingvistică a localității Konotop
     Ucraineană (98,91%)
     Rusă (1,09%)
Conform recensământului din 2001, majoritatea populației localității Konotop era vorbitoare de ucraineană (98,91%), existând în minoritate și vorbitori de rusă (1,09%).